# Friedrich Anzenberger
Friedrich Anzenberger (* 8. Juni 1960 in St. Pölten) ist ein österreichischer Musikforscher und Musikpädagoge.

## Leben
Anzenberger studierte Musikwissenschaft und Musikpädagogik in Wien; Abschluss 1986 mit der Staatlichen Lehrbefähigungsprüfung. 1990 wurde er mit einer Dissertation über Trompetenschulen im 19. Jahrhundert promoviert. Im Anschluss war  Anzenberger als Musikpädagoge (u. a. an der Pädagogischen Hochschule in Krems an der Donau) tätig und ist seit 2004 Musikschulleiter.
Er ist Präsidiumsmitglied und wissenschaftlicher Leiter des Dokumentationszentrums im Österreichischen Blasmusikverband und war bis 2012 Generalsekretär der Internationalen Gesellschaft zur Erforschung und Förderung der Blasmusik. Seit 2013 gibt er auch die Online-Fachzeitschrift Blasmusikforschung heraus. 2015/2016 war er Präsident Österreichischen Blasmusikverband, in den Jahren davor und danach Vizepräsident.
Er verfasste zahlreiche Publikationen zur österreichischen Blasmusikgeschichte und zur Militärmusik Österreich-Ungarns, war Referent bei internationalen Kongressen in Österreich, Deutschland, Italien, Luxemburg, Ungarn, in der Tschechischen Republik und in der Slowakei.

## Schriften
- Ein Überblick über die Trompeten- und Kornettschulen in Frankreich, England, Italien, Deutschland und Österreich von ca. 1800 bis ca. 1880, Phil. Diss. Univ. Wien, 1989
- Alfons Czibulka, Militärkapellmeister und Komponist, Wien 2000, Publikationen der Wiener Stadt- und Landesbibliothek, Band 5.
- Historische Märsche und sonstige Compositionen für das kaiserliche und königliche Heer, Reprints und Manuskripte. Materialien zur Blasmusikforschung, Reprints Band 1, Wien: Johann Kliment, 2002
- Märsche der k. u. k. Zeit. Von Achleitner bis Ziehrer [gemeinsam mit Elisabeth Anzenberger-Ramminger und Walter Schwanzer], Rohrendorf bei Krems: Schwanzer, 2004
- Andreas Nemetz, Allgemeine Musikschule für Militärmusik, Reprints und Manuskripte. Materialien zur Blasmusikforschung Reprints Band 2, Wien: Johann Kliment, 2004
- Der Marschkönig Josef Franz Wagner [gemeinsam mit Elisabeth Anzenberger-Ramminger], Rohrendorf bei Krems: Schwanzer, 2006
- Andreas Nemetz, Allgemeine Trompeten-Schule, Reprints und Manuskripte. Materialien zur Blasmusikforschung Reprints Band 6, Wien: Johann Kliment, 2011
- Blasmusikkomponisten aus Niederösterreich [gemeinsam mit Walter Schwanzer], Rohrendorf bei Krems: Schwanzer, 2012
- Chronik Österreichischer Blasmusikverband 1951-2021, Spittal an der Drau, 2021